# Emily Cross
Emily R. Cross (* 15. Oktober 1986 in Seattle) ist eine US-amerikanische Florettfechterin.
Die in New York lebende Cross startet für den New York Fencing Club. Bereits 2003 wurde sie Schüler-Weltmeisterin. Bei den Panamerikanischen Spielen 2003 in Santo Domingo gewann sie die Silbermedaille. 2005 wurde sie Nordamerika-Meisterin im Einzel. Im gleichen Jahr gewann sie Gold bei der Junioren-Weltmeisterschaft. Diesen Erfolg wiederholte sie auch 2006. Bei den Olympischen Sommerspielen 2008 in Peking erreichte sie im Einzel den 17. Platz und gewann mit dem Team die Silbermedaille.
Cross beendete 2004 die The Brearley High School und studiert seitdem Biologie an der Harvard University. Sie ist die Tochter von Frederick and Elizabeth Cross und hat einen Bruder, Sam, welcher für das Harvard Team ficht. Emily Cross wird von Mikhail Petin trainiert. Sie spielt zudem Softball als Mittelfeldspielerin für Team Zoggeystyl in New York.